# Cheikh Ndiaye
Cheikh Ndiaye (* 13. September 1962 in Dakar, Senegal) ist ein senegalesischer Filmregisseur und Filmschauspieler.
Cheikh Ndiaye hat ein Filmstudium am Conservatoire libre du cinéma français (CLCF) in Paris absolviert. Sein letzter Film L'Appel des arènes ist eine senegalesisch-burkinisch-marokkanisch-französische Koproduktion über die Ringkampfszene Dakars und lief im Forum des Jungen Films im Rahmen der Internationalen Filmfestspiele 2006 in Berlin.

## Filmografie
Darsteller
- 2010: Biutiful

Regie
- 1993: Toumouranké
- 1996: Moussa
- 1999: Dipri la puissance du séké
- 2005: L'Appel des arènes